# Gigantospora gigaspora
Gigantospora gigaspora är en svampart som beskrevs av B.S. Lu & K.D. Hyde 2003. Gigantospora gigaspora ingår i släktet Gigantospora och familjen kolkärnsvampar.   Inga underarter finns listade i Catalogue of Life.